# Pimpla dimidiata
Pimpla dimidiata là một loài tò vò trong họ Ichneumonidae.